# Landes de la Poterie
Landes de la Poterie este o arie protejată (sit de importanță comunitară — SCI) din Franța întinsă pe o suprafață de 60 ha, integral pe uscat.

## Localizare
Centrul sitului Landes de la Poterie este situat la coordonatele 48°28′59″N 2°27′55″W / 48.48306°N 2.46528°V.

## Înființare
Situl Landes de la Poterie a fost declarat arie specială de conservare în baza directivei 92/43 din 1992 referitoare la conservarea habitatelor naturale și a faunei și florei sălbatice pentru a proteja 1 specie de plante și 7 specii de animale.

## Biodiversitate
Situată în ecoregiunea atlantică, aria protejată conține 5 habitate naturale: Ape oligotrofe din câmpii nisipoase, cu un conținut foarte redus de minerale (Littorelletalia uniflorae), Mlaștini alcaline, Pajiști cu Molinia pe soluri calcaroase, turboase sau argilos-nămoloase (Molinion caeruleae), Pajiști uscate europene, Pajiști umede atlantice temperate cu Erica ciliaris și Erica tetralix.
La baza desemnării sitului se află mai multe specii protejate:
- plante (1): Luronium natans
- amfibieni (1): triton cu creastă (Triturus cristatus)
- mamifere (6): liliac cârn (Barbastella barbastellus), vidră de râu (Lutra lutra), liliac cărămiziu (Myotis emarginatus), liliac comun (Myotis myotis), liliacul mare cu potcoavă (Rhinolophus ferrumequinum), liliacul mic cu potcoavă (Rhinolophus hipposideros)

Pe lângă speciile protejate, pe teritoriul sitului au mai fost identificate 14 specii de plante, 3 specii de amfibieni, 7 specii de nevertebrate.